# Olympische Winterspiele 1998/Ski Nordisch
Bei den XVIII. Olympischen Spielen 1998 in Nagano standen folgende Sportarten im nordischen Skisport auf dem Programm an, die im Einzelnen in eigenen Artikeln dargestellt werden:
| Skilanglauf           | Skilanglauf           |
| Skispringen           | Skispringen           |
| Nordische Kombination | Nordische Kombination |